# 渡部龍平
渡部 龍平（わたべ りゅうへい、1979年9月16日 - ）は、日本の俳優である。東京都出身。身長181cm。体重76kg。G-STAR.PRO所属。

## 来歴
- 東海大学付属望洋高等学校卒業。
- 東海大学へ進学後、半年で中退。その後渡米しテキサス州コーポス クリスティにあるDel Mar CollegeにてホテルマンになるべくHotel,Restaurant Managementを専攻。
- テキサス州でルームメイトに薦められたスカーフェイスを鑑賞。アル・パチーノ扮するトニー・モンタナに魅了され、俳優になる事を決意し帰国。

## 人物
- UMA、UFO、都市伝説系の話をすると、止まらなくなる。
- テキサスにいる時に、必ずヒスパニック系のメキシカンアメリカンにスペイン語で話しかけられていた程、色が黒過ぎて日本人とは一切思われていなかった。

## 出演

### 映画
- クローズZERO II（2009年4月、三池崇史監督） - 鳳仙生徒
- BADBOYS（2011年3月、窪田崇監督） - 瀧田修二
- 麻雀飛翔伝 哭きの竜 外伝（2011年7月、井出良英監督） - ヤス
- BAD女(ガール)（2012年2月、山鹿孝起監督） - 寅之助
- 闇金ウシジマくん（2012年8月、山口雅俊監督） - 石塚舎弟
- 謝罪の王様（2013年9月、水田伸生監督） - 狙撃兵隊長
- ゲバルト（2013年11月、山鹿孝起監督） - 川田
- CAMP キャンプ（2014年1月、柴田愛之助監督） - ピロウ
- 土竜の唄 潜入捜査官REIJI（2014年2月、三池崇史監督） - 轟ボディーガード
- 平成ライダー対昭和ライダー 仮面ライダー大戦 feat.スーパー戦隊〜（2014年3月、柴﨑貴行監督） - S.I.T.隊長
- 蘇生（2015年4月、白鳥哲監督） - 内海賢三
- シュールな男（2015年9月、柴田愛之助監督） - 審判員、外国人宇宙飛行士
- タロット探偵ボブ西田（2016年2月27日、信州映画、山崎賢監督） - アンドレ[1]
- シマウマ（2016年5月、橋本一監督） - 深堀
- スレイブメン（2017年3月、井口昇監督） - 赤沼隆太
- アウトサイダー（2018年3月、NETFLIX配信、マーチン・サントフリート監督） - 白松組組員
- ゴーストスクワッド（2018年3月、井口昇監督） - ヤスゾウ
- 三十路女はロマンチックな夢を見るか？（2018年3月、山岸謙太郎監督） - イリエ
- 検察側の罪人（2018年8月、原田眞人監督）
- 覚悟はいいかそこの女子。（2018年10月、井口昇監督） - 引っ越し業者
- アウト＆アウト（2018年11月、きうちかずひろ監督） - 篠木
- 君から目が離せない -Eyes on you-（2019年1月、篠原哲雄監督） - 蓬田
- リケ恋〜理系が恋に落ちたので証明してみた。〜（2019年2月、旭正嗣監督） - 柔道部主将
- ザ・ファブル（2019年6月、江口カン監督） - 真黒カンパニ－社員
- 恋するアンチヒーロー The Movie（2019年8月、小泉剛監督） - ドラゴン根古屋軍曹
- 初恋（2020年2月、三池崇史監督） - チャイニーズマフィア
- いけいけ!バカオンナ〜我が道を行け〜（2020年7月、永田琴監督） - 引っ越し業者
- 忍者じゃじゃ丸くん（2020年8月、柴田愛之助監督） - 又部
- 無頼（2020年12月、井筒和幸監督） - 谷山組長ボディーガード
- ホムンクルス（2021年4月2日、清水崇監督） - 鶴田将男
- るろうに剣心 最終章 The Beginning（2021年6月4日、 大友啓史監督） - 奇兵隊の男
- 昨日より赤く明日より青く -CINEMA FIGHTERS project-『ブルーバード』（2021年11月26日、 SABU監督）
- ツーアウトフルベース（2022年3月25日、 藤澤浩和監督） - 木田
- 異動辞令は音楽隊!（2022年8月26日、内田英治監督） - 間違えられる男
- 無情の世界「イミテーション・ヤクザ」（2023年6月23日、山岸謙太郎監督) - 主演・渡部龍平[2]
- Gメン（2023年8月25日、瑠東東一郎監督） - 山口
- Amazon Original映画「ナックルガール」（2023年） - 二階堂のガード
- 辰巳（2024年4月20日、小路紘史監督） - 山岡茂[3]
- Welcome Back（2025年1月10日公開予定、川島直人監督）

### テレビ・Web ドラマ
- 黒部の太陽（2009年、フジテレビ） - 熊谷組倉松班
- タイムスクープハンター シーズン1第1回（2009年、NHK総合） - 勘蔵
- 任侠ヘルパー 第3・8話（2009年、フジテレビ） - 四方木連合組員
- サラリーマン金太郎2 第1話（2010年、テレビ朝日） - やくざ者
- ストロベリーナイト 第8話（2010年、フジテレビ） - 小田
- カルテット 第2話（2011年、TBS） - ドライブ
- 悪党〜重犯罪捜査班 第2話 （2011年、テレビ朝日） - 村雨組の男
- おくさまは18歳 第3話（2011年、フジテレビTWO） - 刑事
- ぼくの夏休み 第21・24〜26話（2012年、東海テレビ） - 熊本
- スイッチガール!!2 第2話 （2012年、フジテレビTWO） - クレーマー客
- TAKE FIVE〜俺たちは愛を盗めるか〜 第3話（2013年、TBS） - 襲撃犯
- 世にも奇妙な物語（フジテレビ）
  - '13春の特別編「〜石油が出た〜」（2013年） - 研究所職員
  - '17秋の特別編「フリースタイル母ちゃん」（2017年） - 悪人
- ダブルス〜二人の刑事 第6話（2013年、テレビ朝日） - チンピラ
- 深夜の用心棒EPISODE#0 第5話・第6話（2014年、テレビ神奈川） - 石木
- モザイクジャパン 全5話（2014年、WOWOWプライム） - 大迫
- でんぱコネクションフレンチ 第13話（2015年、テレビ神奈川） - 手下
- ヤメゴク 第7話（2015年、TBS） - ヤクザ
- マジすか学園0 木更津乱闘編（2015年、日本テレビ） - チンピラ
- 無痛 第4話（2015年、フジテレビ） - 彫師
- 白鳥麗子でございます!（2016年、テレビ神奈川） - かきつばたあやめ専属ボディーガード
- でぶせん 第4話（2016年、日本テレビ・Hulu配信） - 組員
- コードネームミラージュ 第21話（2017年、テレビ東京） - ヤクザ
- カンナさーん! 第9話（2017年、TBS） - 田中
- 新宿セブン 第7話（2017年、テレビ東京） - クラブSP
- 越後純情刑事・早乙女真子（2018年、テレビ朝日） - 柴山和宏
- 逃亡花 第8話（2018年、BSジャパン） - 追手の男
- 執事 西園寺の名推理 第8話（2018年、テレビ東京） - 襲ってくる男
- チェイス 第二章 第2話（2018年、Amazon Prime Video 配信） - 大道具
- コンフィデンスマンJP 運勢編（2019年、フジテレビ） - 阿久津の部下
- 湘南純愛組! 第6話（2020年、Amazon Prime Video 配信） - 客
- パパがも一度恋をした（2020年、東海テレビ） - チンピラ
- GARO -VERSUS ROAD- 第1話、第2話（2020年、TOKYO MX） -  渡辺
- 異世界居酒屋「のぶ」（2020年5月16日～、WOWOW） - ゴドハルト
- 妖怪人間ベラ 〜episode.0〜 第8話（2020年、Amazon Prime Video 配信） - 客
- 列島制覇 -非道のうさぎ- 全8話（2021年4月16日、U-NEXT 配信） - 牛久保礼司
- 珈琲いかがでしょう（2021年、テレビ東京） - 泥龍会構成員
- 全裸監督 シーズン2（2021年、NETFLIX 配信） - 古谷組組員
- ただ離婚してないだけ（2021年、テレビ東京） - 仁科舎弟
- JAM -the drama-（2021年、 ABEMA 配信）
- 未来世紀SHIBUYA 第2話（2021年、Hulu 配信） - コワモテの男
- 嘘喰い -鞍馬蘭子篇-（2022年2月11日、dTV 配信） - 太田
- TOKYO VICE 第1話・第5話 - 第7話（2022年4月7日 - 、HBO Max・WOWOW） - 戸澤の部下
- 刑事7人 Season8 第2話（2022年7月20日、テレビ朝日） - 山王ベンガルタイガー元メンバー[4]
- 連続ドラマW 鵜頭川村事件（2022年8月28日～　 WOWOW） - 佐々木龍弥
- 今際の国のアリス シーズン2（2022年12月22日～、NETFLIX 配信） - キリウ
- CODE-願いの代償- 第1話 - 第3話（2023年7月2日 - 16日、読売テレビ・日本テレビ） - 半グレ集団の幹部
- 闇バイト家族（2024年1月6日 - 3月23日、テレビ東京） - 五十嵐丈 役[5]
- TOKYO VICE Season2 第1話～（2024年4月9日 - 、HBO Max・WOWOW） - MATSUDA　役
- 仮面ライダーアウトサイダーズ ep.5 （2024年5月12日、東映特撮ファンクラブ） -  ライドプレイヤー
- 大河ドラマ「光る君へ」第33話～第34話（2024年9月1日 - 8日、NHK）- 慶理 役
- No Activity Season2（2024年9月13日、Amazon Prime Video）- 銚子 役
- 龍が如く ～Beyond the Game～（2024年10月25日、Amazon Prime Video）- 吉川一郎太 役
- 外道の歌 第3話～第5話（2024年12月6日 - 、DMM TV） - 村田 役

### バラエティ番組
- 行列のできる法律相談所（日本テレビ）
- 爆報! THE フライデー（TBS）

### PV
- ゆず「かける」
- DONN「Double Mind」
- 純烈「純烈のハッピーバースデー」
- GENERATIONS from EXILE TRIBE「Dreamers」
- サバシスター「覚悟を決めろ！」

### CM
- TOYOTA『G`s Baseball party』
- 日本マクドナルド『ハッピーセット 〜太鼓の達人お祭り編〜』
- NHK『日本のこれから/政治』番組スポット
- サッポロビール『ビバライフ』
- ダイドードリンコ『D-1』

### Vシネマ
- もう一つの柳川組 木槿の花（2009年） - 組員
- 激動の疵（2012年） - 三郎
- ブラックフェイス（2013年） - 鳥飼陽二
- 新・年少バトルロワイヤル2，3（2014年） - 安藤
- 新・極道の紋章1，2（2014年） - 東京六区連合OB 立花悠人
- 日本統一7，8，9，10（2014年） - 北仁会組員 佐々木明

### 舞台
- 一億円（2006年）
- history（2007年）
- オペラ「ワルキューレ」（2009年、新国立劇場）
- コロッケ特別公演（2010年、博多座）
- BUS JACK SHOW（2010年、テアトルBONBON）
- yesterday〜それがあっての今日〜（2011年、赤坂RED/THEATER）